# Eleccions generals d'Irlanda del Nord de 1998
Les eleccions generals a Irlanda del Nord de 1998 foren les primeres eleccions a la nova Assemblea d'Irlanda del Nord de 108 membres i es van celebrar el 25 de juny de 1998. Per primer cop, un partit catòlic és el més votat, tot i que va obtenir més cons el Partit Unionista.

## Resultats
| Partit                                      | Líder             | Vot popular | %      | Escons | Repartiment |
| Partit Unionista                            | David Trimble     | 175.225     | 21,28% | 28     |             |
| SDLP                                        | John Hume         | 177.953     | 21,99% | 24     |             |
| Partit Democràtic Unionista                 | Ian Paisley       | 145.917     | 18,03% | 20     |             |
| Sinn Féin                                   | Gerry Adams       | 142.858     | 17,65% | 18     |             |
| Aliança                                     | John Alderdice    | 52.536      | 6,5%   | 6      |             |
| Partit Unionista del Regne Unit             | Robert McCartney  | 36.541      | 3,69%  | 5      |             |
| Unionistes independents                     |                   | 24.339      | 3,0%   | 2      |             |
| Partit Unionista Progressista               | Hugh Smyth        | 20.634      | 2,55%  | 2      |             |
| Coalició de Dones d'Irlanda del Nord        | Monica McWilliams | 13.019      | 1,61%  | 2      |             |
| Partit Democràtic de l'Ulster               | Gary McMichael    | 8.651       | 1,07%  |        |             |
| Partit Laborista d'Irlanda del Nord         | Malachy Curran    | 2.729       | 0,34%  |        |             |
| Workers Party                               | Tom French        | 1.989       | 0,25%  |        |             |
| Conservadors                                | William Hague     | 1.835       | 0,23%  |        |             |
| Moviment per a la Independència de l'Ulster | Hugh Ross         | 1.227       | 0,15%  |        |             |
| Verds                                       | Robin Harper      | 710         | 0,09%  |        |             |
| Total                                       |                   | 786.132     | 100%   | 108    |             |